# Graffione
Le Graffione est un objet étrusque pourvu de nombreuses griffes (kreaga) servait probablement à rôtir les viandes comme le propose le Musée archéologique civique de Chianciano Terme où le croquis a été réalisé.
Le musée de Piombino, lui, utilise la photographie de cet objet pour illustrer un autre propos : celui de commenter un des objets exposés de sa collection ; il est semblable dans sa forme, mais différent dans sa destination, désigné comme devant servir de porte-flambeau, de bougeoir ou de chandelier. Un exemple de la difficulté des spéculations sur la destination des objets retrouvés.

Vitrines du musée de Piombino.
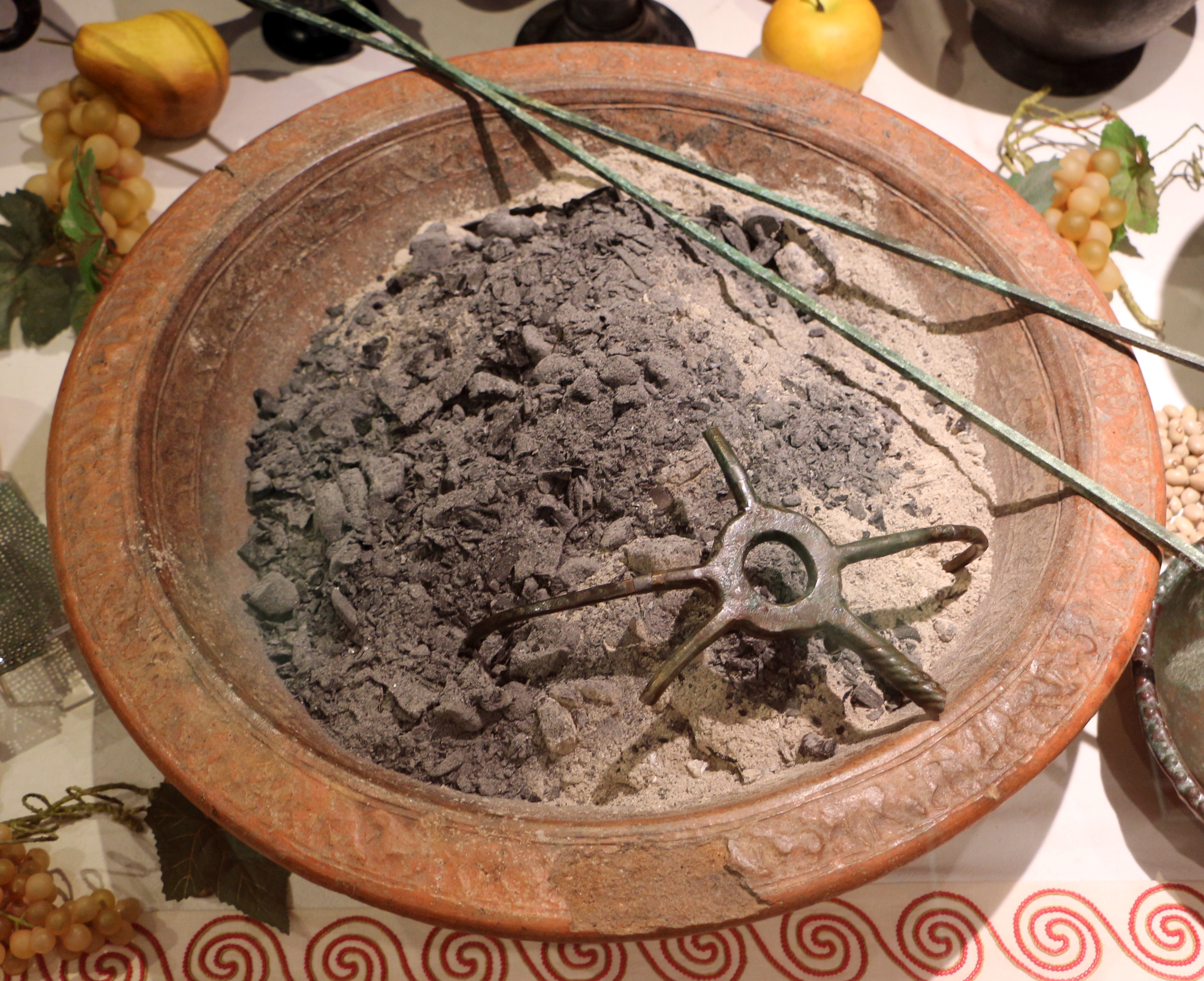
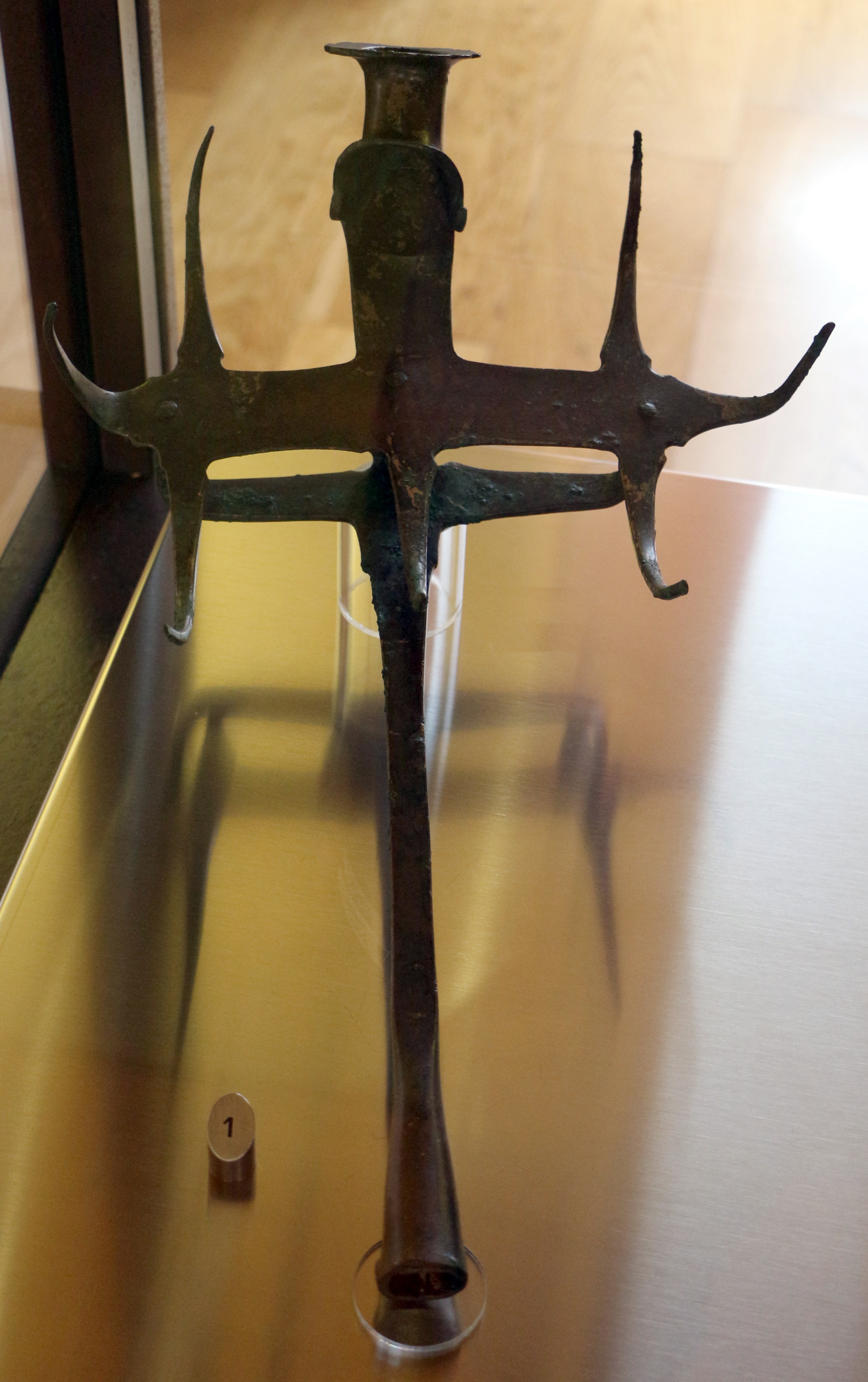

À Florence, le cenacolo di Fuligno expose, dans une salle latérale, une vitrine en contenant un également (le lieu, avant d'être réhabilité en cenacolo et en  musée, ayant été, un temps, musée étrusque).
D'autres lieux muséographiques en exposent des spécimens de matières et destinations différentes (et hypothétiques) :
- Le musée national étrusque de la villa Giulia, Rome,
- Le musée du Palazzo Corboli, Asciano,
- Le Musée de l'Académie étrusque de Cortone,
- Le musée archéologique national de Sienne

Autres vitrines de musées étrusques.
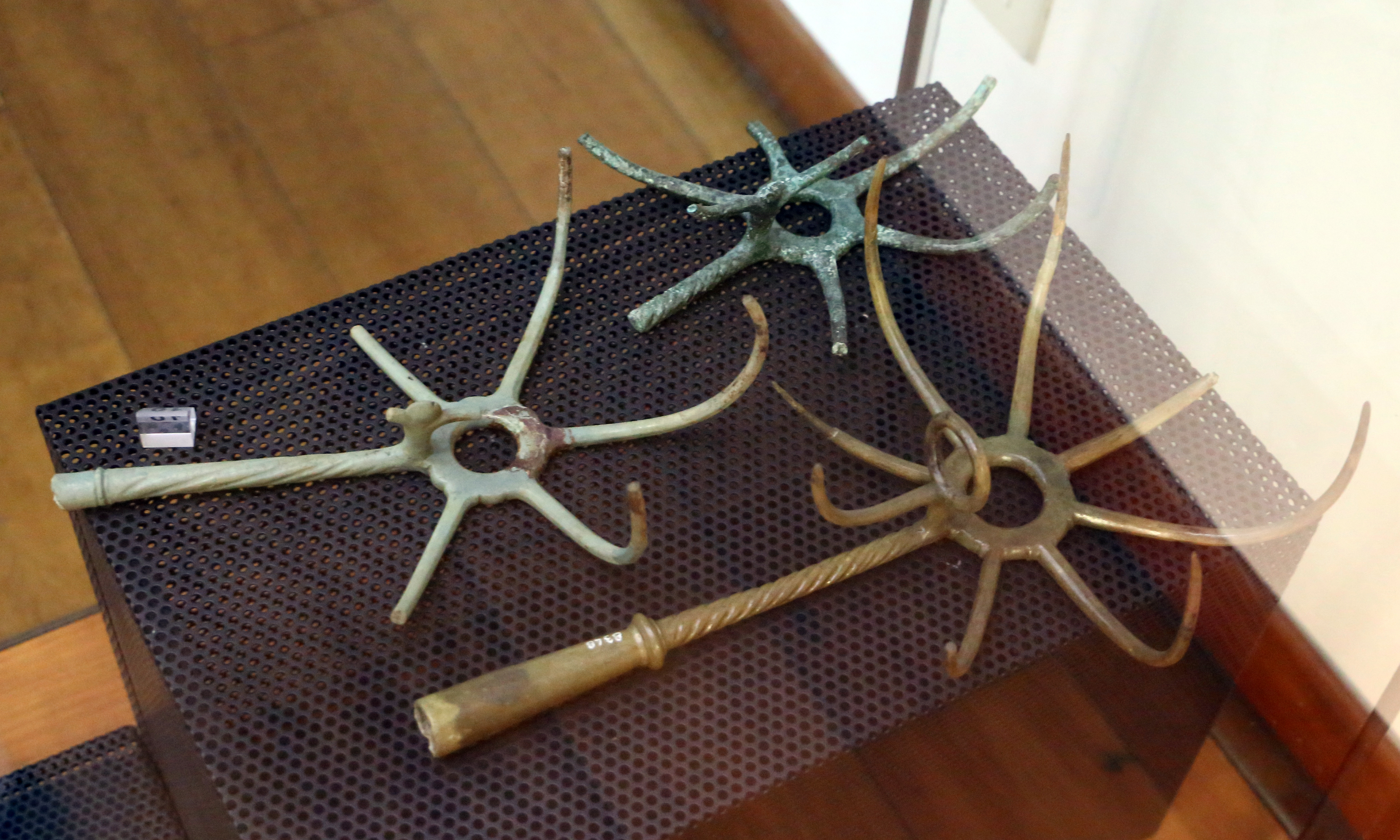
Villa Giulia (Rome).
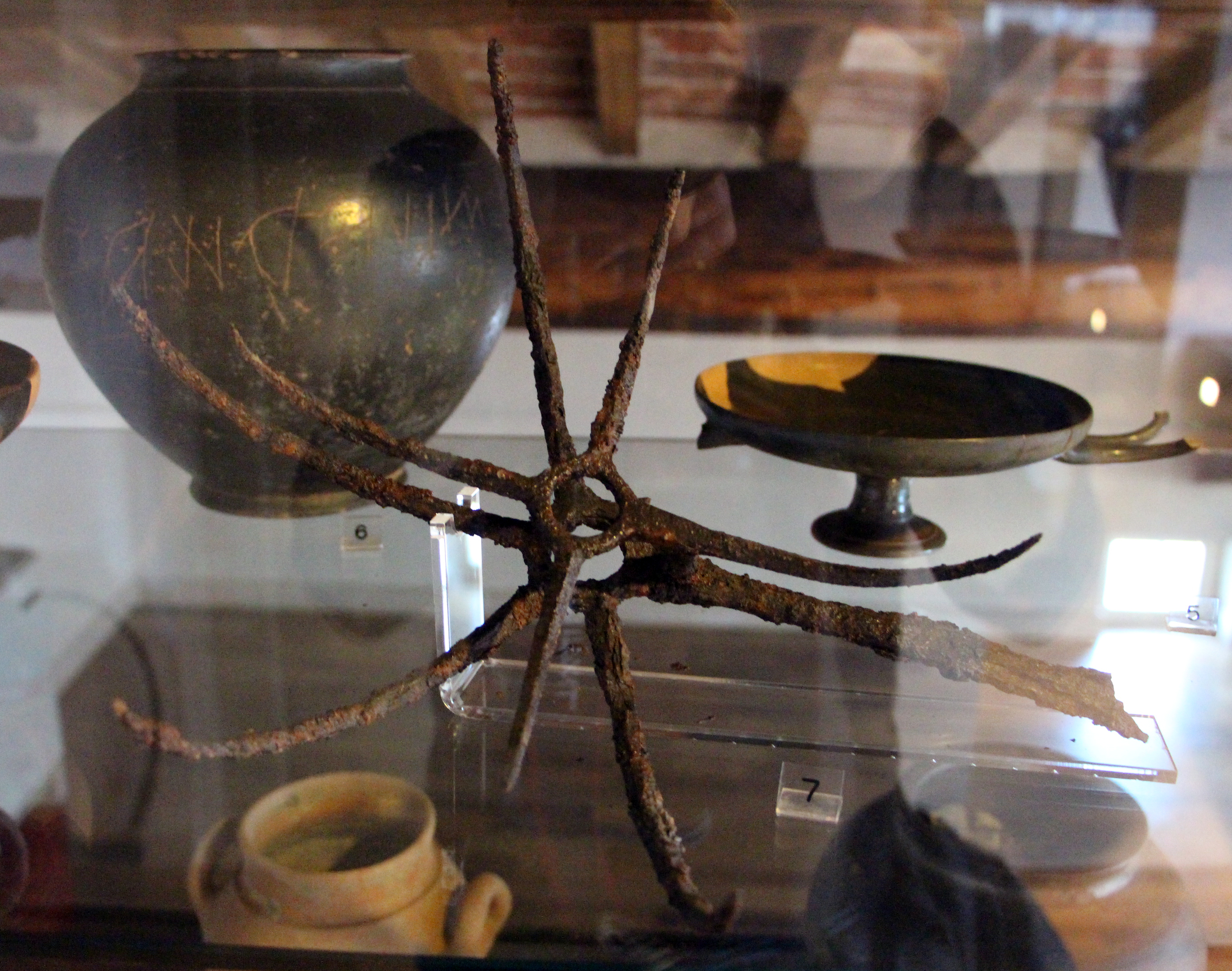
Restes de Graffione en fer, Asciano.
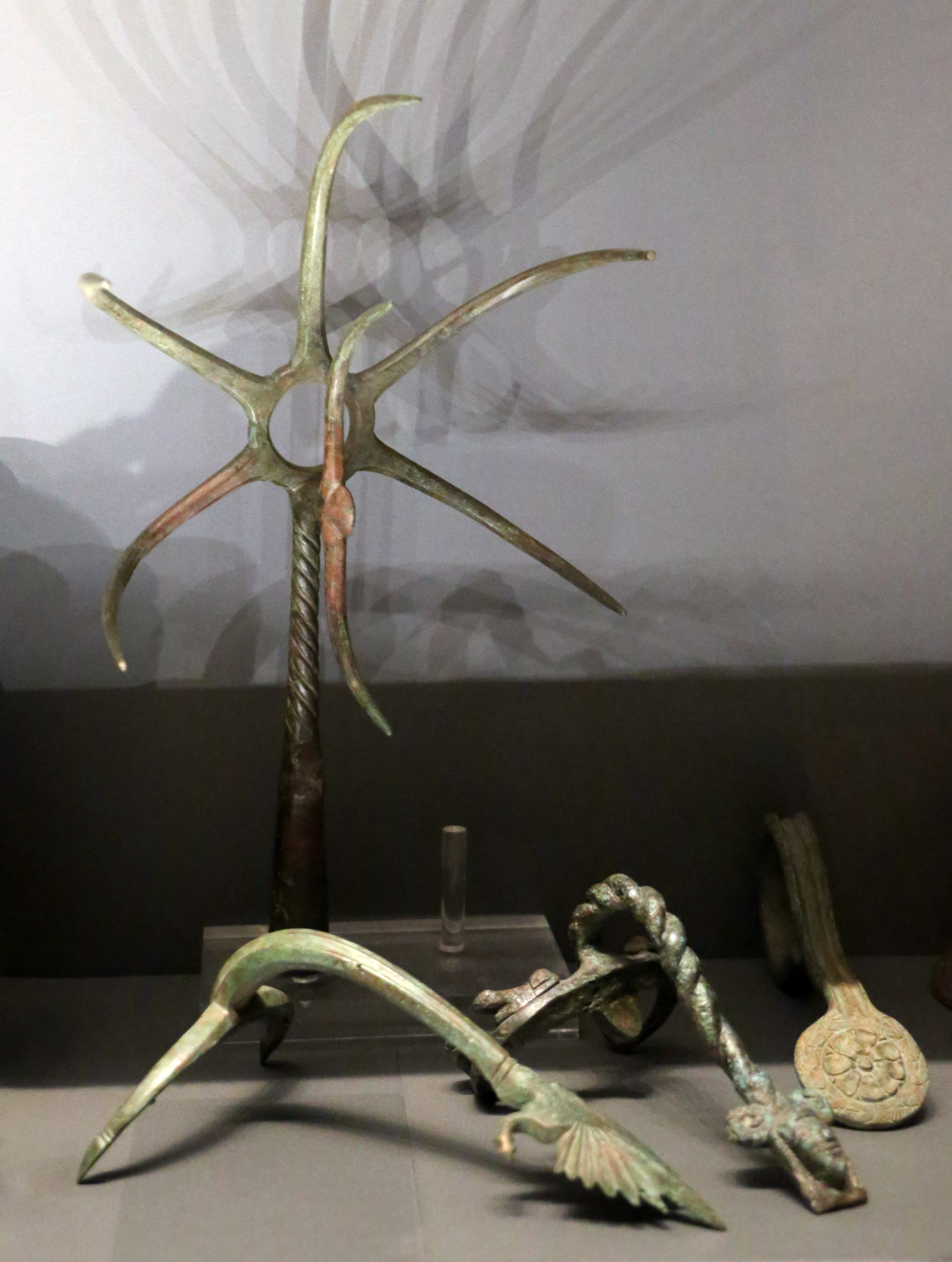
Graffione dite Paletta tirabraci (tire-braise), Sienne.